# レンフェ104系電車
レンフェ104系電車(スペイン語: Serie 104 de Renfe)はスペインの国営鉄道会社レンフェが運行する高速列車アバントに導入されている、動力分散方式の高速鉄道車両で、所要時間が1時間30分程度の中距離や地域輸送の高速列車での運用が考慮されている。編成は4両で、先頭車にカフェテリア、1等車にあたるクルブ31席が、残り3両が2等車にあたるツーリストクラス205席で構成されている。
104系はフィアットの鉄道部門が開発したペンドリーノシリーズの一群であるが、車体傾斜機構は装備されていない。アルストムに買収された後の2003年から2005年にかけて20編成がアルストムとCAFにより製造納入されている。550kWの駆動用電動機が1両に2台装備され、編成出力は4,400kWである。1台が故障しても編成の出力は75%維持される。推進軸で両側台車の内側の軸が駆動されている。最大4編成まで併結出来、950名近くの定員を確保出来る。